# Economy and Society
Economy and Society ist eine vierteljährlich erscheinende wissenschaftliche Zeitschrift zu sozialwissenschaftlichen Themen. Es beschäftigt sich vor allem mit der Wirtschaft, wobei nicht nur Ökonomen zu Wort kommen, sondern gerade auch Perspektiven aus der Wirtschaftssoziologie, der Wirtschaftsanthropologie und der Neuen politischen Ökonomie. Die Zeitschrift erscheint seit 1972 und wird von Taylor and Francis verlegt.

## Redaktion
Chefredakteur des EI ist der Wirtschaftsgeograf Paul Langley. Er wird von einem neunköpfigen Redaktionsrat (Editorial Board), sowie einem Beirat von 21 Personen (Editorial Advisory Board) unterstützt.

## Rezeption
Combes und Laurent Linnemer sortieren das Journal mit Rang 68 von 600 wirtschaftswissenschaftlichen Zeitschriften in die drittbeste Kategorie A ein.